# Lorenzo Caputi
Lorenzo Caputi (* 25. Oktober 2005) ist ein brasilianischer Skirennläufer italienischer Abstammung.

## Karriere
Caputi gab sein internationales Renndebüt am 4. Dezember 2021 bei einem Juniorenrennen am Kreuzbergpass. Sein erstes internationales Großereignis bestritt er zwei Jahre später bei den Weltmeisterschaften in Courchevel bzw. Méribel, wobei er jedoch bereits im Qualifikationsrennen für den Slalom ausschied und so das eigentliche Hauptrennen verpasste.

## Privates
Caputis Mutter ist Italienerin, sein Vater ist Brasilianer, wodurch er die Staatsbürgerschaften beider Länder besitzt. Sein Bruder Valentino Caputi ist ebenfalls als Skirennläufer aktiv.

## Erfolge

### Weltmeisterschaften
- Courchevel/Méribel 2023: DNQ Slalom

### Weitere Erfolge
- Eine Platzierung unter den besten 10 bei einem FIS-Rennen